# Monsieur et Madame… ont un fils
Monsieur et Madame… ont un fils est le nom générique en français d'une série de blagues sous la forme de devinettes dont on trouve les équivalents dans de nombreuses autres langues.

## Principe de la blague
La blague consiste à faire deviner un prénom s'associant à un nom de famille le plus souvent fictif, et formant ainsi un calembour par homophonie stricte ou approximative.
L'énoncé est toujours le même : « Monsieur et Madame X ont un/des fils/filles, comment l'appellent-ils ? », par exemple :

« Monsieur et Madame Sleigh ont un fils, comment l'appellent-ils ?

- Bob ! »

— (bobsleigh)

## Historique
Il est toujours difficile de déterminer qui est l'inventeur d'une blague. Tout au plus peut-on citer les plus anciens exemples conservés.

### Aux origines
Dès le XVIIIe siècle, des jeux de mots, liant un prénom (ou un titre) existant avec un nom imaginaire, ont été pratiqués :
- en 1770 le marquis de Bièvre avait inventé la comtesse Tation et l'abbé Quille[1] ;
- en 1882 Alphonse Allais invente quant à lui Jean Rougy de Ontt, Tony Truand, Tom Hatt, Sarah Vigott, Azutat Laure ;
- en 1893 Christophe dans la Famille Fenouillard invente Guy Mauve et Max Hillaire[2].

### Le jeu des faire-part
- Fin 1964, Juliette Gréco et Françoise Sagan popularisent une variante primitive de ce jeu sous le nom de « Jeu des faire-part », mais il circulait déjà dans les milieux « parisiens ».
- Début 1965, Paris Match, dans son premier numéro de l'année, le no  823, le fait connaître à toute la France, et publie pendant plusieurs semaines, les meilleurs « faire-part » de ses lecteurs[3].
- En 1978, Georges Perec en fournit un exemple dans La Vie mode d'emploi :

« M. et Mme Hocquard de Tours (I. & V.) ont la joie de vous annoncer la naissance de leur fils Adhémar ».
— (a [= elle] démarre au quart de tour).
- Ce dernier fait penser au comte Adhémar des Mares-en-Thrombes, personnage d'aristocrate campagnard qui apparaît dans la planche 14 de l'album Panade à Champignac de la série de bandes dessinées Spirou et Fantasio.

### Les premiers Monsieur et Madame…
- En 1969, durant le tournage du film de Claude Chabrol Que la bête meure, Michel Duchaussoy et Jean Yanne jouaient à ce jeu. Ils ont trouvé :
  - Judas Nana ;
  - Elvire Sacuti ;
  - Ferdinand Saint-Malo à la nage c'est pas d'la tarte[5],[6].

## Exemples

### Homophonie stricte
« Monsieur et Madame Diote ont une fille, comment l'appellent-ils ?

- Kelly ! »

— (Quelle idiote !)

« Monsieur et Madame Bonbeur ont un fils, comment l'appellent-ils ?
 
- Jean ! »

— (jambon-beurre)

« Monsieur et Madame Enfaillite ont une fille, comment l'appellent-ils ?
 
- Mélusine ! »

— (met l'usine en faillite)

### Autres
Certaines blagues fonctionnent à l'envers : 

« Monsieur et Madame Gre ont une fille, comment s'appelle-t-elle ?

- Nadine ! »

— (Gre Nadine pour « grenadine »)
Variante
Il existe une variante de type analogue à la précédente, présentée sous forme de carte de visite (mais avec abandon de l'idée de naissance). Ainsi :
« Dr Thomas Gemat-Lallès, gastro-entérologue, diplôme SGDG » (Georges Perec, La Vie mode d'emploi, 1978).
— (j'ai mal à l'estomac)

## Famille nombreuse
On trouve également ce type de blague s'appliquant à deux enfants ou plus, les prénoms, s'amoncelant, formant parfois de longues phrases.
Plus il y a de prénoms, moins l'homophonie sera stricte, et plus il sera difficile d'en trouver la solution. Certaines blagues exigent l'emploi du mot « et » avant le dernier nom, d'autres pas.
Exemples

« Monsieur et Madame Enfant ont deux filles, comment les appellent-ils ?

- Hélène et Ludivine Enfant ! »

— (Il est né le divin enfant)

« Monsieur et Madame Forme sont allemands et ont trois fils, comment les appellent-ils ?

- Jésus, Hans, Hubert Forme ! »

— (Avec l'accent allemand : je suis en super forme)

« Monsieur et Madame Jyraipas ont deux fils et deux filles, comment les appellent-ils ?

- Frédéric, François, Chantal, Olympia Jyraipas ! »

— (Frédéric François chante à l'Olympia, j'irai pas.)
Cas spécial

« Monsieur et Madame Térieur ont deux fils, comment les appellent-ils ? ».
- Alain et Alex

— Les deux noms doivent ici se combiner chacun séparément avec le nom de famille : Alain Térieur et Alex Térieur (à l’intérieur et à l’extérieur).
Une construction plus complexe au résultat inattendu :

« David Bowie et Lady Di ont deux fils, comment s'appellent-ils ?
Ken et Alain, car Bowie Ken et Alain Di ! »

— (Bon week-end et à lundi!)
Ou encore : 

« Monsieur et Madame Jeunet ont un fils. Ce fils a un ami, Monsieur Oré ; quel est le prénom de cet ami ?
Éric, car Éric Oré, l'ami du petit des Jeunet »

— (Ricoré, l'ami du petit déjeuner)

« Monsieur et Madame Dusièl ont cinq enfants. Comment s'appellent-ils ?
Betty, Babar, Noël, Candide et Sandra Dusièl »

— (Petit Papa Noël / Quand tu descendras du ciel)

« Monsieur et Madame Froid ont sept enfants. Comment s'appellent-ils ?
Eva, Aude, Anne, Marc, Samson, Gilles et Ella »

— Elle va au Danemark sans son gilet et elle a froid !
Variante :

« Monsieur et Madame Froid ont sept enfants. Comment s'appellent-ils ?
Sylvie, Aude, Anne, Marc, Samson, Paulo et Laura »

— S'il vit au Danemark sans son polo, l'aura froid.

## Dans la culture

### Chanson
La chanson Le Papa du papa (1966) de Boby Lapointe repose partiellement sur ce principe, mêlant de manière complexe naissances, mariages, généalogie, prénoms composés et noms de famille à rallonge. Elle se termine sur ces paroles mémorables :
       Amédée épousant un Bossac pour devenir

Bossac de Noyau Dépêche

A un fils doté de trois prénoms

En souvenir de ses glorieux ancêtres :

Yvan-Sévère-Aimé Bossac de Noyau Dépêche
— (y [= il] vend ses verres et mes beaux sacs de noyaux de pêche).

### Bande dessinée
Exemple de dialogue :

« Monsieur et Madame Naiempalépourmoinsqueça ont un fils...

- Jean ? »

— Goscinny / Tabary, La Tête de turc d'Iznogoud

### Théâtre
En 1972, dans la pièce Le noir te va si bien, Maria Pacôme et Jean le Poulain jouent au « jeu des prénoms » (avec « Monsieur et Madame ont... »), le perdant devant se jeter du haut d'une falaise.
 Après l'exemple (la  fille des Micoton (Mylène)), sont demandés successivement :  le fils des Danleta (Alphonse), le fils des Teuzemani (Gédéon), la fille des Enfaillite (Mélusine) et le fils des Dalor (Homère).

### Autres
- Dans Les deux minutes du peuple, François Pérusse se sert régulièrement de ces blagues.
- Michel Leeb a consacré un sketch à cette blague, Monsieur et Madame ont un fils, dans lequel il tente d'expliquer en vain le principe de la blague à une certaine madame Menvussa, dont le fils se prénomme Gérard.
- Les répliques de la pièce de théâtre Justine Tit'gout, écrite par Jean-Hervé Poisson et parue en 2022, sont exclusivement composées des noms de la famille Tit'gout (plus d'une cinquantaine).

### Séries télévisées
C'est aussi ce principe de jeu de mots qui est employé par Bart et Lisa pour faire leurs gags téléphoniques, dans la série Les Simpson.

## Utilisation en orthophonie
Le jeu du faire-part est utilisé par certains orthophonistes comme activité lors de séances avec des adolescents. Soit dans sa forme usuelle, soit dans la forme inversée : l'orthophoniste donne le prénom et le nom, il faut que l'adolescent retrouve le prénom.

## Dans d'autres langues
- En anglais, « Mr & Mrs jokes »[12]. L'émission de radio « I'm Sorry I Haven't a Clue »[13], diffusée par BBC Radio 4 depuis 1972, présente depuis longtemps des « Mr & Mrs jokes »[14].